# Pat Harlow
Patrick Christopher Harlow (Norco, 16 marzo 1969) è un ex giocatore di football americano statunitense che ha militato nel ruolo di offensive tackle nella National Football League (NFL). Al college giocò a football a USC

## Carriera professionistica
Harlow fu scelto come 11º assoluto nel Draft NFL 1991 dai New England Patriots. Vi giocò per cinque stagioni, non saltando una sola partita nelle prime quattro di esse. Nel 1996 passò agli Oakland Raiders in cui disputò le ultime tre annate della carriera.

## Palmarès
- PFWA All-Rookie Team - 1991

## Statistiche
| Partite | 105 |